# ソーターズ
ソーターズ（Sauteurs、発音:Sau-tez）はグレナダの町。グレナダ島北部、カリブ海のソーターズ湾に面した港町である。セント・パトリック教区の行政中心地。人口は1,294人（2013年推計）。
ソーターズはフランス人が名付けた名称で、英語に訳すとJumpersとなる。これは1640年代のフランスの植民地化の過程で、追い詰められたKairouane酋長の一団が町の崖から身を投げて集団自決した伝説に由来する。1721年にサン・パトリスカトリック教会が建設されたが、1763年にイギリス人が入植すると聖公会の教会となり名称も英語風のセント・パトリック教会へ改称した。しかしこの教会は火事で焼失しており、跡地には警察署が建設されている。1840年に教会は別の場所で再建され、今日まで残っている。
隣のアーヴィンス湾（Irvin's Bay）では本国との貿易船が発着し、砂糖・野菜を輸出していた。1790年代のフェドン反乱では反乱軍に街を包囲され、閉じ込められた約2千人の兵士はコルモラント級スループのHMS Favourite、武装輸送船サリーから成るイギリス海軍の船団によって避難した。